# Bilal Hassani
Bilal Hassani (en àrab: بلال حسني; París, 9 de setembre del 1999) és un cantant, compositor de cançons i youtuber francés. Representà França al Festival de la Cançó d'Eurovisió 2019 amb la cançó Roi.
Hassani va néixer en una família marroquina originària de Casablanca. La seva mare va obtenir la nacionalitat francesa i viu a França, mentre que el seu pare viu a Singapur. Té un germà, Taha, nascut el 1995.

## Carrera
El 2015, Bilal Hassani va participar en la segona temporada de The Voice Kids França amb la cançó Rise Like a Phoenix de Conchita Wurst, que admira molt. Es va unir a l'equip de Patrick Fiori i va ser eliminat als Battles. La revista Têtu va designar Hassani el 2018 com una de «les 30 persones LGTB que mouen França» i el van reconèixer com una icona per a la joventut LGTBI francesa.

### Destination Eurovision
El 6 de desembre del 2018 es va anunciar com un dels 18 candidats que participen a Destination Eurovision, un concurs de cant centrat a elegir el representant de França al Festival de la Cançó d'Eurovisió 2019 a Tel-Aviv. Va guanyar amb la cançó Roi. Al Festival de la Cançó d'Eurovisió va acabar en setzè lloc.